# 中澤良夫
中澤 良夫（なかざわ よしお、1883年9月19日 - 1966年8月28日）は、東京都出身の野球選手、応用化学者、日本高等学校野球連盟会長。

## 経歴
応用化学者・中沢岩太の長男。日本に野球を伝えたと言われるホーレス・ウィルソンから指導を受けた東京開成学校の生徒だった父親の影響で野球に関わるようになり第三高等学校では三塁手としてプレー。
1906年に東京帝国大学工科大学応用化学科を卒業後、1911年に九州帝国大学教授。1912年、工学博士（九州帝国大学）。1914年に京都帝国大学工学部の教授になり、工学部長（1934年～1935年）、工学研究所長（1941年～1943年）を経て、1944年退官・名誉教授。
1948年から日本中等学校野球連盟の二代目会長に就任し、1966年8月28日に亡くなるまで高校野球の発展に尽力した。また、1949年から1962年まで京都工芸繊維大学の初代学長を務めた。1965年、「アマチュア野球、ことに高等学校野球の育成、発展に多年尽くした功績」により朝日文化賞を受賞。
1991年に野球殿堂入り。

## 栄典
- 1919年（大正8年）8月11日 - 正五位[5]
- 1941年（昭和16年）8月9日 - 勲一等瑞宝章[6]

## 著書
- 『炭化石灰の工業的製造』カニヤ書店〈最新発展理科学講座〉、1926年。doi:10.11501/978994。